# 同文算指
《同文算指》是明朝末年李之藻和利玛窦合作翻譯的西方算术译著，有《前編》二卷、《通編》八卷、《别编》一卷，內容包括四則運算與分數。

## 內容主旨
利瑪竇與李之藻編譯據克拉維斯（Christopher Clavius）所著的《實用算術概論》（Epitome arithmeticae practicae），同时也参考了一些传统的数学著作，多次方程式解法取自德国数学家斯蒂弗尔的《整数算术》。全書分為《前編》、《通編》、《別編》三部分，克拉維斯被譯為“丁先生”，拉丁文Clavio的原意是“釘狀”的意思，丁先生同時也是利瑪竇在羅馬學院學習的老師。徐光启为《同文算指》做序，直稱“其言理言道，既皆返本跖实，绝去一切虚玄幻妄之说”。
此書是歐洲數學傳入中國之始，至萬曆四十一年（1613）译成，李之藻創立許多新詞如“平方”、“立方”、“开方”、“乘方”、“通分”、“约分”等皆沿用至今。本書還有個大特點，在《前編》二卷中，李之藻把分數的分母置於分數線之上，分子置於分數線下，與當時歐洲的記法正好相反。